# Radikulopathie
Als eine Radikulopathie oder eine Radikulitis (lateinisch radicula, „kleine Wurzel“ und griechisch -πάθεια, -páthia, „-erkrankung“ bzw. -ίτις, -itis, „-entzündung“), auch als eine Wurzelneuritis oder ein Wurzelsyndrom wird eine Reizung oder Schädigung der Nervenwurzeln bezeichnet. Sie kann sich in Störungen der Empfindung, Schmerzen oder Lähmungen äußern. Die Beschwerden können akut oder chronisch sein. Die verschiedenen Wurzelsyndrome werden zu den Rückenmarkssyndromen gezählt.

## Symptome
Auffällige Krankheitszeichen sind in der Regel Missempfindungen (Kribbeln, Schmerzen, Taubheit) im Bereich der betroffenen Nervenwurzel. Entsprechend der Schwere der Störung kann im betroffenen Gebiet auch die Sensibilität herabgesetzt sein, die Motorik ausfallen, und es können sogar die Reflexe fehlen.
Starke Schmerzen schränken die Bewegungsfreiheit des Patienten oftmals massiv ein. Bei chronifizierten Beschwerden kommt es häufig zu depressiven Verstimmungen.
Beschränkt sich die Störung nicht auf eine einzelne Wurzel (Monoradikulitis), sondern erfasst sie mehrere Nervenwurzeln (Polyradikulitis) und speziell diejenigen, die das Zwerchfell (beim Menschen Wurzeln C3 bis C5) oder die Atemhilfsmuskulatur versorgen, so besteht aufgrund drohenden Atemversagens akute Lebensgefahr, und es muss Intubationsbereitschaft zur möglicherweise notwendig werdenden Beatmung vorgehalten werden.

## Ursachen
Die Ursachen für eine Radikulopathie können äußerst vielfältig sein. Es handelt sich vor allem um pathologische Veränderungen, die mit der Wirbelsäule („zervikale/lumbale Radikulopathie“ – Schädigung der Nervenwurzeln im Hals- bzw. Lendenbereich) in Zusammenhang stehen, so etwa:
- degenerative Veränderungen der Knochen (Osteopathien)
- entzündliche Veränderungen der Knochen (Osteitiden)
- Herpes Zoster, Lyme-Borreliose oder andere, autoimmunologische oder infektiöse Nervenwurzelentzündungen
- ein Bandscheibenvorfall
- ein Knochentumor
- ein Hämatom

## Verbreitung
Die Radikulopathie tritt besonders häufig im mittleren und höheren Lebensalter auf. Oftmals ist sie der Grund für eine Arbeitsunfähigkeit.